# جيم ستافورد
جيم ستافورد (بالإنجليزية: Jim Stafford)‏ هو مغن مؤلف ومغني أمريكي، ولد في 16 يناير 1944 في وينتر هافن في الولايات المتحدة.

## وصلات خارجية
- جيم ستافورد على موقع IMDb (الإنجليزية)
- جيم ستافورد على موقع ميوزك برينز (الإنجليزية)
- جيم ستافورد على موقع ديسكوغز (الإنجليزية)
- جيم ستافورد على موقع قاعدة بيانات الفيلم (الإنجليزية)